# التوائم السبعة (مسرحية)
التوائم السبعة مسرحية كويتية. أُنتجت عام 2010. كتبها عبدالكريم حسين وأخرجها نجاة حسين.